# Cantone di Saint-Affrique
Il Cantone di Saint-Affrique è una divisione amministrativa dell'arrondissement di Millau.
A seguito della riforma approvata con decreto del 21 febbraio 2014, che ha avuto attuazione dopo le elezioni dipartimentali del 2015, non ha subìto modifiche.

## Composizione
Comprende i comuni di:
- La Bastide-Pradines
- Calmels-et-le-Viala
- Roquefort-sur-Soulzon
- Saint-Affrique
- Saint-Félix-de-Sorgues
- Saint-Izaire
- Saint-Jean-d'Alcapiès
- Saint-Rome-de-Cernon
- Tournemire
- Vabres-l'Abbaye
- Versols-et-Lapeyre